# Siphunculina montana
Siphunculina montana är en tvåvingeart som beskrevs av Spencer 1977. Siphunculina montana ingår i släktet Siphunculina och familjen fritflugor. Inga underarter finns listade i Catalogue of Life.